# Tamago kake gohan
Tamago kake gohan (卵かけご飯, "æg på ris") er en populær japansk frokostret. Tilberedningen sker ved, at der bliver hældt rå æg og sojasovs på kogte ris.
Retten kaldes også for tamago kakekake gohan (卵かけかけご飯), tamago bukkake gohan (卵ぶっかけご飯, "ris overhældt med æg"), tamago gohan (卵ご飯) og tamago kake (卵かけ)

## Weblinks
- Wikimedia Commons har flere filer relateret til Tamago kake gohan